# Lansing (hrabstwo Tompkins)
Lansing – wieś w Stanach Zjednoczonych, w stanie Nowy Jork, w hrabstwie Tompkins.